# Список умерших в 1963 году
В этой статье представлен список известных людей, умерших в 1963 году.
- См. также: Категория:Умершие в 1963 году

## Январь
- 1 января — Яков Нелюбин (55) — Герой Советского Союза.
- 3 января — Оскар Бак (83) — австрийско-нидерландский скрипач.
- 3 января — Александр Садовой (56) — Герой Советского Союза.
- 6 января — Андрей Александрович (56) — белорусский советский поэт, критик, переводчик, государственный и общественно-политический деятель.
- 7 января — Лидия Дурново (78) — выдающийся деятель в области копирования древнерусской живописи.
- 10 января — Александр Полканов (74) — советский ученый-геолог, минералог.
- 14 января — Кристиан Джолли-Смит (77) — австралийская юристка, участница рабочего и социалистического движения.
- 15 января — Георгий Чайлахян (65) — советский военный деятель, генерал-майор артиллерии.
- 18 января — Мурат Джурабаев (57) — советский государственный и партийный деятель.
- 20 января — Фёдор Терентьев — советский лыжник, олимпийский чемпион.
- 20 января — Василий Шабанов (57) — советский военный деятель, полковник. Герой Советского Союза.
- 22 января — Эрвин Лёвенсон (74) — немецкий литератор еврейского происхождения (писал под псевдонимом «Голо Ганги»), один из основателей и активных деятелей экспрессионистского «Нового клуба», впоследствии — деятель сионистского движения.
- 22 января — Шота Шавгулидзе (47) — советский грузинский футболист.
- 23 января — Владимир Матвеев (53) — Герой Советского Союза.
- 23 января — Пётр Оцуп (79) — советский фотограф, мастер исторической фотографии.
- 25 января — Иссак Шоэнберг (72) — инженер-электронщик, из России, наиболее известен своим вкладом в развитие телевидения.
- 26 января — Николай Рубинштейн (65) — один из видных историков советской школы.
- 27 января — Пётр Говоруненко (60) — Герой Советского Союза.
- 27 января — Джон Фэрроу (58) — американский кинорежиссёр и сценарист австралийского происхождения.
- 31 января — Алескер Гаджи Ага оглы Алекперов (52) — азербайджанский советский актёр, народный артист СССР.

## Февраль
- 2 февраля — Александр Бубнов (79) — русский контр-адмирал.
- 5 февраля — Барнум Браун (89) — американский палеонтолог.
- 6 февраля — Пьеро Мандзони (29) — итальянский художник, известный своим концептуальными работами, создававшимися как прямой ответ на творчество его современника Ива Кляйна; инфаркт миокарда.
- 8 февраля — Эрнст Глезер (60) — немецкий писатель.
- 9 февраля — Абдель Керим Касем (48) — политический и военный деятель Ирака; расстрелян.
- 9 февраля — Николай Кузьмин (43) — старший лейтенант танковых войск, Герой Советского Союза.
- 10 февраля — Эмиль Кроткий (70) — российский и советский поэт.
- 13 февраля — Борис Шейдлин (66) — советский теоретик права.
- 15 февраля — Григорий Виноградов (50) — лейтенант танковых войск, Герой Советского Союза.
- 15 февраля — Никанор Захватаев (64) — генерал-полковник, Герой Советского Союза.
- 17 февраля — Анна Вейцман — израильский химик.
- 18 февраля — Саид Габиев (80) — советский государственный и партийный деятель, председатель Дагестанского областного революционного комитета (1920).
- 20 февраля — Иван Бронзов (66) — советский украинский оперный певец.
- 20 февраля — Константин Поликарпович (73) — белорусский советский ученый-археолог, основоположник изучения каменного века на территории Верхнего Поднепровья.
- 20 февраля — Евстафий Каетан Владислав Сапега (81) — польский государственный деятель, князь, министр иностранных дел Польши.
- 20 февраля — Яков Эшпай (72) — российский советский композитор, музыковед-фольклорист, хормейстер и педагог; отец композитора Андрея Эшпая.
- 21 февраля — Сергей Афанасьев (37) — красноармеец, Герой Советского Союза.
- 26 февраля — Вадим Юревич (90) — русский врач, профессор Военно-медицинской академии, бактериолог.
- 27 февраля — Ефим Новиков (56) — старший лейтенант танковых войск, Герой Советского Союза.

## Март
- 3 марта — Степан Бреусов (58) — Герой Советского Союза.
- 3 марта —  Ангелина Золоцевская (61) — участница Гражданской и Великой Отечественной войн.
- 5 марта — Александр Хавенсон — советский государственный деятель.
- 6 марта — Николай Дыгай (54) — советский государственный и партийный деятель, министр строительства СССР (1953-1957).
- 6 марта — Владимир Кашуба (62) — Герой Советского Союза.
- 8 марта — Абрам Деборин (81) — российский и советский философ-марксист.
- 9 марта — Семён Авдошкин (44) — Герой Советского Союза.
- 9 марта — Василий Брагин (36) — Герой Советского Союза.
- 9 марта — Иван Зайцев (41) — Герой Советского Союза.
- 11 марта — Жан-Мари Бастьен-Тири (35) — французский военный инженер.
- 12 марта — Михаил Берников (47) — Герой Советского Союза.
- 16 марта — Иван Сухоруков (68) — Герой Советского Союза.
- 18 марта — Халил Абжалилов (66) — советский актёр, народный артист СССР.
- 18 марта — Хьюберт Гоф (92) — английский генерал.
- 19 марта — Борис Бразоль — русский юрист, писатель и общественный деятель.
- 20 марта — Георгий Пяткин (54) — Герой Советского Союза.
- 23 марта — Василий Сеземан (78) — российский, литовский, советский философ-неокантианец марбургской школы.
- 24 марта — Степан Власенко (75) — советский государственный и партийный деятель, председатель Исполнительного комитета Черниговского губернского Совета (1924-1925).
- 25 марта — Владимир Дыховичный — русский советский драматург, писатель-сатирик, поэт и эстрадный чтец-декламатор.
- 26 марта — Савва Карась (58) — подполковник Советской Армии, участник Великой Отечественной войны, Герой Советского Союза.
- 26 марта — Николай Никитин (67) — русский советский писатель, драматург, сценарист.
- 27 марта — Пётр Вершигора (57) — русский советский писатель, генерал-майор, Герой Советского Союза (8 августа 1944).
- 28 марта — Лидия Дан — политический деятель, активный участник революционного движения в России.
- 29 марта — Аугуст Рей (77) — эстонский государственный деятель.
- 30 марта — Александр Гаук (69) — советский дирижёр и композитор.

## Апрель
- 5 апреля — Марьян Крушельницкий (65) — украинский советский актёр, театральный режиссёр, педагог.
- 6 апреля — Аркадий Пономаренко (59) — Герой Советского Союза.
- 6 апреля — Отто Струве (65) — российско-американский астроном, один из крупнейших астрофизиков XX века.
- 9 апреля — Бенно Моисеевич — британский пианист российского происхождения.
- 9 апреля — Серафим Рождественский (58) — генерал-лейтенант ВДВ.
- 11 апреля — Михаил Бутусов (62) — российский, советский футболист, хоккеист и футбольный тренер.
- 11 апреля — Иван Кузьмин (47) — Герой Советского Союза.
- 11 апреля — Николай Романов (47) — Герой Советского Союза.
- 11 апреля — Артур Тенно (68) — эстонский и советский военачальник, подполковник артиллерии.
- 16 апреля — Евгений Жуков (58) — советский военачальник, контр-адмирал.
- 17 апреля — Степан Шутов (61) — командир 20-й гвардейской танковой бригады (5-й гвардейский танковый корпус), полковник, дважды Герой Советского Союза.
- 18 апреля — Максим Левин (58) — советский антрополог, этнограф и археолог.
- 19 апреля — Борис Дуберштейн (62) — советский кинорежиссёр.
- 19 апреля — Николай Папивин (62) — советский военачальник, командующий 3-й воздушной армией 1-го Прибалтийского фронта, Герой Советского Союза, генерал-полковник авиации.
- 21 апреля — Сергей Мордвинцев (63) — Герой Советского Союза.
- 23 апреля — Ицхак Бен-Цви (57) — государственный и общественный деятель, второй президент Государства Израиль.
- 24 апреля — Леонид Луков (53) — советский кинорежиссёр («Александр Пархоменко», «Два бойца» и др. фильмы), сценарист, народный артист РСФСР (1957).
- 24 апреля — Мартын Сурин — Герой Советского Союза.
- 26 апреля — Сергей Чернышёв (81) — русский советский архитектор.
- 27 апреля — Николай Прошенков (45) — Герой Советского Союза.
- 28 апреля — Николай Гринёв (52) — Герой Советского Союза.
- 28 апреля — Семен Завьялов (54) — Герой Советского Союза.

## Май
- 3 мая — Владимир Свиридов (65) — советский военачальник, генерал-лейтенант артиллерии.
- 6 мая — Варнава (Беляев) (75) — епископ Русской православной церкви, аскетический писатель, юродивый.
- 8 мая — Джеймс, Мейрик Клифтон (65) — британский солдат и актёр австралийского происхождения.
- 11 мая — Илья Власенко (60) — Герой Советского Союза.
- 11 мая — Герберт Спенсер Гассер (74) — американский физиолог, лауреат Нобелевской премии по физиологии и медицине (1944, совместно Джозефом Эрлангером).
- 15 мая — Рахель Штраус — первая женщина на медицинском факультете Гейдельбергского университета. Врач, социальный работник, активистка профсоюзного, феминистского и сионистского движений.
- 16 мая — Олег Пеньковский (44) — полковник (разжалован в 1963 году) Главного разведывательного управления (ГРУ) Генерального штаба Министерства обороны СССР.
- 18 мая — Варвара Рыжова (92) — российская и советская актриса театра и кино. Народная артистка СССР.
- 18 мая — Егор Чуйков — Герой Советского Союза.
- 20 мая — Марийка Подгорянка (82) — украинская поэтесса, педагог.
- 20 мая — Василий Рождественский (78) — русский живописец, график.
- 23 мая — Аугуст Якобсон (58) — эстонский советский писатель.
- 25 мая — Павел Павлов (39) — Герой Советского Союза.
- 27 мая — Пимен Карпов (76) — русский поэт, прозаик, драматург.
- 29 мая — Василий Жмакин — Герой Советского Союза.

## Июнь
- 1 июня — Уолтер Ли (89) — австралийский политик, занимал пост Премьера Тасмании.
- 3 июня — Иоанн XXIII (81) — римский папа с 28 октября 1958.
- 3 июня — Назым Хикмет (61) — турецкий поэт, писатель, сценарист, драматург и общественный деятель.
- 5 июня — Иван Давыдов (57) — участник Великой Отечественной войны, Герой Советского Союза.
- 5 июня — Григорий Степанов (65) — генерал-лейтенант пограничных войск.
- 5 июня — Дмитрий Цыганов (38) — советский военнослужащий, участник Великой Отечественной войны, полный кавалер ордена Славы.
- 5 июня — Владимир Щербинин (67) — российский тромбонист, педагог и дирижёр, солист оркестра Большого театра.
- 8 июня — Моисей Вайнштейн (57) — азербайджанский советский композитор и дирижёр. Дед чемпиона мира по шахматам Гарри Каспарова.
- 9 июня — Василий Барвинский (75) — украинский композитор, пианист, музыкальный критик, педагог, дирижёр, организатор музыкальной жизни.
- 9 июня — Иван Мирошниченко (47) — участник Великой Отечественной войны, Герой Советского Союза.
- 10 июня — Семен Гехт (60) — русский советский писатель, принадлежал к «южнорусской» школе.
- 10 июня — Михаил Романычев — член Верховного суда СССР, начальник отдела военно-морских трибуналов Военной коллегии, генерал-майор юстиции.
- 15 июня — Георгий Голохвастов (80) — русский поэт, один из самых значительных представителей русской поэзии первой волны эмиграции в США.
- 16 июня — Рихард Кон (74) — австрийский футболист и футбольный тренер.
- 17 июня — Рихард Бер (51) — штурмбаннфюрер СС, комендант концлагерей Освенцим и Миттельбау; сердечный приступ.
- 18 июня — Борис Королёв (78) — советский скульптор-монументалист.
- 18 июня — Александр Штарк (52) — советский кларнетист и музыкальный педагог.
- 21 июня — Константин Оцимик (44) — участник Великой Отечественной войны, Герой Советского Союза.
- 24 июня — Владимир Дыховичный (52) — русский советский драматург, писатель-сатирик, поэт и эстрадный чтец-декламатор; отец режиссёра Ивана Дыховичного.
- 29 июня — Фрэнк Пауль (79) — австро-американский художник.
- 30 июня — Георгий Меркулов — подполковник Советской Армии, участник Великой Отечественной войны, Герой Советского Союза.

## Июль
- 2 июля — Лиза Тецнер (68) — немецко-швейцарская детская писательница и сказочница.
- 3 июля — Андрей Дубиков (64) — Герой Советского Союза.
- 10 июля — Иван Дмитриев (61) — советский военный деятель, командир 12-й железнодорожной артиллерийской бригады Тихоокеанского флота, генерал-майор.
- 12 июля — Павел Чепинога (50) — Герой Советского Союза.
- 16 июля — Николай Асеев (74) — известный русский советский поэт.
- 20 июля — Матвей Драк (75) — советский художник.
- 21 июля — Николай Кириллов (40) — Герой Советского Союза.
- 23 июля — Александр Герасимов (81) — знаменитый советский живописец-реалист, первый президент Академии Художеств СССР.
- 23 июля — Григорий Гурьянов — участник Великой Отечественной войны, командир орудия 353-го артиллерийского полка 151-й стрелковой дивизии 38-й армии 1-го Украинского фронта, сержант, Герой Советского Союза.
- 25 июля — Александр Тахтай (72) — украинский советский археолог.
- 26 июля — Иван Маслов (50) — Герой Советского Союза.

## Август
- 5 августа — Анни Розар (75) — австрийская актриса.
- 8 августа — Фёдор Попов (51) — коми языковед, литератор, педагог-методист, автор учебников коми языка для средних школ республики.
- 10 августа — Василий Никитин (46) — участник Великой Отечественной войны, Герой Советского Союза.
- 10 августа — Питирим (Свиридов) (75) — епископ Русской Православной Церкви.
- 11 августа — Вале, Отто (83) — австрийский пловец, трёхкратный призёр летних Олимпийских игр.
- 12 августа — Юрий Мельничук (42) — украинский советский писатель-публицист, литературовед, общественный деятель.
- 13 августа — Василий Ермасов (51) — участник Великой Отечественной войны, Герой Советского Союза.
- 14 августа — Ян Стахнюк (58) — польский публицист.
- 15 августа — Иван Виноградов — сержант Рабоче-крестьянской Красной Армии, участник Великой Отечественной войны, Герой Советского Союза.
- 15 августа — Всеволод Ива́нов (68) — советский писатель.
- 15 августа — Тимофей Строкач (60) — советский государственный деятель.
- 17 августа — Алексей Мулик — архитектор.
- 18 августа — Александр Осипов (50) — участник Великой Отечественной войны, Герой Советского Союза.
- 24 августа — Джеймс Кирквуд-старший (87) — американский актёр и режиссёр.
- 25 августа — Иван Багряный (55) — украинский поэт.
- 28 августа — Вунибальд Дейнингер (84) — австрийский архитектор и преподаватель рисунка.
- 31 августа — Данил Жуков — участник Великой Отечественной войны, Герой Советского Союза.
- 31 августа — Михаил Минкус (57) — советский архитектор, лауреат Сталинской премии.

## Сентябрь
- 1 сентября — Григорий Горчаков (75) — кадровый офицер императорской армии, участник Первой мировой войны, военспец в РККА.
- 4 сентября — Михаил Романов (66) — советский российский и украинский актёр театра и кино, театральный режиссёр.
- 4 сентября — Робер Шуман (77) — французский и европейский политик, премьер-министр и министр иностранных дел Франции, один из основателей Европейского союза, Совета Европы и НАТО.
- 5 сентября — Александр Засядько (52) — советский хозяйственный, государственный и партийный деятель.
- 9 сентября — Константин Бассалыго (76) — профессиональный революционер, участник Октябрьской революции.
- 11 сентября — Рихард Освальд (82) — австрийский кинорежиссёр, сценарист, продюсер.
- 12 сентября — Модест Альтшулер (90) — российско-американский виолончелист и дирижёр.
- 14 сентября — Трофим Литвиненко (52) — подполковник Советской Армии, участник Великой Отечественной войны, Герой Советского Союза.
- 15 сентября — Павел Павлов (43) — участник Великой Отечественной войны, Герой Советского Союза.
- 17 сентября — Игорь Ерёмин (59) — русский советский литературовед.
- 17 сентября — Сергей Суворов (45) — участник Великой Отечественной войны, Герой Советского Союза.
- 21 сентября — Аристарх Казаков (85) — советский политический деятель, ответственный секретарь Самарского губернского комитета РКП(б)(1920-1921).
- 22 сентября — Михаил Барсуков (61) — участник Великой Отечественной войны, Герой Советского Союза.
- 22 сентября — Георг Браун (56) — австрийский футболист, полузащитник.
- 22 сентября — Василий Похвалин (54) — участник Великой Отечественной войны, Герой Советского Союза.
- 23 сентября — Севиль Гамзат кызы Газиева (23) — первая женщина-механизатор на хлопкоуборочной технике.
- 24 сентября — Николай Устюгов (66) — российский историк.
- 25 сентября — Александр Тудоровский (88) — российский и советский физик.

## Октябрь
- 1 октября — Георгий Елизаров (63) — советский режиссёр-мультипликатор.
- 2 октября — Павел Жигарев (62) — советский военный деятель, Главнокомандующий ВВС,Главный Маршал авиации.
- 4 октября — Алар Котли (59) — эстонский и советский архитектор, а также мебельный дизайнер.
- 7 октября — Густаф Грюндгенс (63) — немецкий актёр, режиссёр театра и кино, прототип Хендрика Хефгена, главного героя романа «Мефистофель» Клауса Манна.
- 7 октября — Иван Шмальгаузен (79) — советский биолог.
- 10 октября — Эдит Пиаф (47) — выдающаяся французская певица и актриса.
- 11 октября — Жан Кокто (74) — французский писатель и художник.
- 11 октября — Аркадий Разыграев — конструктор Ленинградского станкостроительного завода имени Я. М. Свердлова.
- 15 октября — Николай Доброхотов (74) — советский ученый-металлург.
- 16 октября — Тадеуш Маерский — польско-украинский композитор, пианист и музыкальный педагог.
- 16 октября — Пётр Павлов (45) — Герой Советского Союза.
- 17 октября — Иван Нехода (63) — украинский советский поэт, прозаик, журналист, военный корреспондент, редактор.
- 18 октября — Андрей Кравченко (63) — дважды Герой Советского Союза.
- 18 октября — Констанс Уорт (52) — австралийско-американская киноактриса.
- 19 октября — Владимир Лепко (64) — выдающийся комик, премьер Московского театра сатиры.
- 20 октября — Алексей Давыдов (56) — советский политик, председатель Киевской городской государственной администрации.
- 24 октября — Михаил Данилов (62) — советский военачальник, генерал-майор.
- 24 октября — Михаил Русаков (70) — советский геолог, академик АН Казахской ССР.
- 25 октября — Филипп Федосов — начальник Лискинской дистанции пути Юго-Восточной железной дороги.
- 27 октября — Пётр Ерошенков (45) — Полный кавалер Ордена Славы.
- 29 октября — Евгений Преображенский (54) — Герой Советского Союза.
- 30 октября — Алексей Зарицкий (51) — грекокатолический священник,исповедник.

## Ноябрь
- 3 ноября — Анатолий Иванов (48) — участник Великой Отечественной войны, Герой Советского Союза.
- 3 ноября — Август Кирхенштейн (91) — латвийский советский государственный деятель, глава правительства.
- 3 ноября — Григорий Нагорный (37) — Полный кавалер ордена Славы.
- 5 ноября — Гриффит Тейлор (82) — австралийский учёный-географ, исследователь, участник антарктической экспедиции Роберта Скотта.
- 8 ноября — Александр Самойло (94) — русский и советский военачальник.
- 12 ноября — Иван Бойков — советский военный деятель, генерал-лейтенант.
- 17 ноября — Борис Кленевский (49) — советский архитектор.
- 17 ноября — Андрей Мигаль (53) — майор Рабоче-крестьянской Красной Армии, участник Великой Отечественной войны, Герой Советского Союза.
- 17 ноября — Михаил Шишкарёв — генерал-майор МВД СССР, участник Гражданской, Великой Отечественной и советско-японской войн.
- 19 ноября — Илья Каверин (53) — старший сержант Рабоче-крестьянской Красной Армии, участник Великой Отечественной войны, Герой Советского Союза.
- 20 ноября — Людвиг Бальдасс — австрийский историк искусства, профессор, писатель, специалист по истории ранней нидерландской живописи.
- 22 ноября — Джон Кеннеди (46) — 35-й президент США, первый президент США-католик, первый президент страны, родившийся в XX веке, самый молодой избранный президент в истории США; убийство.
- 22 ноября — Олдос Хаксли (69) — английский писатель, автор известного романа-антиутопии «О дивный новый мир».
- 22 ноября — Клайв Льюис (64) — британский и ирландский писатель, учёный и богослов.
- 23 ноября — Леонид Александров (72) — российский валторнист, музыкальный педагог и композитор.
- 23 ноября — Василий Калишин (41) — участник Великой Отечественной войны, Герой Советского Союза.
- 24 ноября — Меир Аргов — израильский политический деятель, один из лидеров сионистов-социалистов.
- 24 ноября — Ли Харви Освальд (24) — единственный официальный подозреваемый в убийстве американского президента Кеннеди; убит.
- 25 ноября — Александр Маринеско (50) — командир Краснознамённой подводной лодки С-13 Краснознамённой бригады подводных лодок Краснознамённого Балтийского флота, капитан 3-го ранга, известный по «Атаке века».

## Декабрь
- 1 декабря — Герберт Брукс (95) — австралийский бизнесмен, скотовод, государственный служащий и филантроп.
- 1 декабря — Евгений Коровин (72) — российский ботаник.
- 2 декабря —  Намсарай Бадмажабэ (56) — советский государственный и партийный деятель, председатель Исполнительного комитета Агинского (Бурятского) окружного Совета.
- 6 декабря — Венедикт (Поляков) (79) — епископ Русской православной церкви, архиепископ Житомирский и Овручский.
- 11 декабря — Михаил Поволоцкий (72) — советский актер.
- 11 декабря — Александр Исетский (66) — советский поэт и прозаик, член Союза писателей СССР.
- 12 декабря — Лятиф Сафаров (61) — азербайджанский советский режиссёр, заслуженный деятель искусств Азербайджанской ССР (1960).
- 13 декабря — Василий Симоненко (28) — украинский поэт и журналист, один из наиболее ярких представителей поколения «шестидесятников».
- 14 декабря — Фаннина Галле — германско-американский историк искусства российского происхождения, знаток древнерусской живописи, социолог.
- 19 декабря — Сергей Верховский (54) — военно-морской деятель, контр-адмирал.
- 19 декабря — Лео Киачели (79) — грузинский советский писатель, лауреат Сталинской премии второй степени (1941).
- 20 декабря — Дмитрий Фельдман (61) — советский кинооператор, Заслуженный деятель искусств Армянской ССР (1958), оператор-постановщик первого звукового армянского фильма «Пэпо» (1935).
- 21 декабря — Александр Билимович — русский экономист.
- 24 декабря — Кляопас Юргелионис (77) — литовский поэт, литературный критик, публицист, прозаик, переводчик.
- 26 декабря — Оганес Маркарян (62) — заслуженный деятель искусств АрмССР.
- 27 декабря — Евдокия Турчанинова (93) — российская и советская театральная актриса, народная артистка СССР (1943).
- 28 декабря — Александр Сорока (63) — советский украинский хоровой дирижёр.
- 31 декабря — Григорий Ярон (70) — советский артист оперетты, режиссёр и либреттист, Народный артист РСФСР (1940).